# Buzasina
Buzasina es un género de foraminífero bentónico de la familia Haplophragmoididae, de la superfamilia Lituoloidea, del suborden Lituolina y del orden Lituolida. Su especie tipo es Trochammina ringens. Su rango cronoestratigráfico abarca desde el Santoniense hasta el Campaniense (Cretácico superior).

## Discusión
Clasificaciones previas incluían Buzasina en el suborden Textulariina del orden Textulariida, o en el orden Lituolida sin diferenciar el suborden Lituolina.

## Clasificación
Buzasina incluye a las siguientes especies:
- Buzasina galeata †
- Buzasina pacifica †
- Buzasina quadriloba †
- Buzasina ringens †